# Mosorolava
Mosorolava ou Misorolava est une commune (Kaominina), du nord de Madagascar, dans la province de Diego-Suarez.

## Administration
Mosorolava est une commune du district d'Antsiranana II, située dans la région de Diana, dans la province de Diego-Suarez.

## Économie
La population est majoritairement rurale. On trouve sur le territoire communal de nombreuses rizières, du maïs et des bananeraies.

## Démographie
La population est estimée à 7 362 habitants, en 2001.